# 菅谷晋一
菅谷 晋一（すがや しんいち、1974年3月30日 - ）は、日本のグラフィックデザイナー・アートディレクター。東京都生まれ。血液型AB型。

## 来歴
北海道東海大学（現・東海大学）卒業後、2000年にbonjour recordsのコンピレーションCD「child food」で屋号をepokとしてグラフィックデザインをスタート。2008年にエポック株式会社を設立。以降、ジャケットデザインにとどまらず、ミュージックビデオの監督、ファッションにおいてアートワークを手掛ける。
パーソナルな作品も2022年より制作開始。今までの世界観をさらに追求した自身のアート作品を展開する。作品はKOMIYAMA TOKYO Gから発表される。

## 作品

### CDジャケット（国内）
- ザ・ハイロウズ『Do!! The★MUSTANG』『スパイダー・ホップ』『THE MUSTANG 04-05』『FLASH 〜BEST〜』『FLASH BACK vol.1＆2』2020年 アナログ盤リイシュー『THE HIGH-LOWS』『Tigermobile』『ロブスター』『バームクーヘン』『Relaxin' WITH THE HIGH-LOWS』『HOTEL TIKI-POTO』『angel beetle』『flip flop』『flip flop2』『Do!! The★MUSTANG』
- ザ・クロマニヨンズ『タリホー』『紙飛行機』『ギリギリガガンガン』『CAVE PARTY』『エイトビート』『スピードとナイフ』『FIRE AGE』『グリセリン・クイーン』『MONDO ROCCIA』『MONDO ROCCIA '09.11.11』『オートバイと皮ジャンパーとカレー』『Oi! um bobo』『流線型/飛び乗れ!!ボニー!!』『ナンバーワン野郎!』『雷雨決行』『ACE ROCKER』『突撃ロック』『ザ・クロマニヨンズ TOUR ACE ROCKER 2012』『炎』『YETI vs CROMAGNON』『ザ・クロマニヨンズ ツアー 2013 イエティ 対 クロマニヨン』『13 PEBBLES 〜Single Collection〜』『20 FLAKES 〜Coupling Collection〜』『16 NUGGETS 〜Music Video Collection〜』『キスまでいける』『GUMBO INFERNO』『エルビス（仮）』『JUNGLE 9』『ペテン師ロック』『BIMBOROLL』『どん底』『ラッキー＆ヘブン』『生きる』『レインボーサンダー』『ザ・クロマニヨンズ ツアー　レインボーサンダー 2018-2019』『クレーンゲーム』『PUNCH』『ザ・クロマニヨンズ ツアー PUNCH 2019-2020』『暴動チャイル（BO CHILE）』『MUD SHAKES』『ザ・クロマニヨンズ ライブ！MUD SHAKES 2021』『ドライブ GO!』『光の魔人』『大空がある』『もぐらとボンゴ』『縄文BABY』『ごくつぶし』『SIX KICKS ROCK&ROLL』『ザ・クロマニヨンズ ツアー SIX KICKS ROCK&ROLL』『イノチノマーチ』『MOUNTAIN BANANA』『ザ・クロマニヨンズ ツアー MOUNTAIN BANANA2023』『あいのロックンロール』『HEY! WONDER』
- ザ・ブルーハーツ 2017年 アナログ盤リイシュー『THE BLUE HEARTS』『YOUNG AND PRETTY』『TRAIN-TRAIN』『BUST WASTE HIP』『HIGH KICKS』『STICK OUT』『DUG OUT』『PAN』2020年リイシュー（ジャケットリニューアル）『ALL TIME SINGLES 〜SUPER PREMIUM BEST〜』『ALL TIME MEMORIALS II』
- 甲本ヒロト『真夏のストレート／天国うまれ』
- ブギ連『ブギ連』
- 藤兵衛ドンと農民たち『よろこびのうた』
- 真島昌利 2017年 アナログ盤リイシュー『夏のぬけがら』『HAPPY SONGS』
- FLOW『Fighting Dreamers』
- OKAMOTO'S『Dance With Me/Dance With You』『OPERA』『Beautiful Days』
- 渋谷すばる『記憶 〜渋谷すばる / 1562』『記憶 〜渋谷すばる / LIVE TOUR 2015』『歌』『渋谷すばる LIVE TOUR 2016 歌』
- THE YELLOW MONKEY『パンドラ ザ・イエロー・モンキー PUNCH DRUNKARD TOUR THE MOVIE』
- 吉井和哉『AT THE SWEET BASIL』
- 遠藤ミチロウ『ロマンチスト〜THE STALIN・遠藤ミチロウTribute Album〜』
- ズボンズ『The Sweet Passion』
- 33Insanity'sVertebra『SPANGLE』
- HEAD SPEAKER『君歌アイボリー』
- 弓木英梨乃『River』
- Studio Apartment『WORLD LINE』『PEOPLE TO PEOPLE』『FOR HER FOR HIM FOR YOU』『LIVE』
- DAISHI DANCE『the P.I.A.N.O. set』『Melodies Melodies』『the ジブリ set』『Spectacle.』『Spectacle."UPDATE!_special limited set"』『beatless...Mellow Relaxation.』『Wonder Tourism』『the ジブリ set 2』
- カラーボトル『感情サミット』『彩色メモリー』『グッパイ・ボーイ』『10年20年』『ぐっと・ミュージック』『青い花』『メッセージ』
- moumoon『Flowers/pride』『Flowers』『love me?』『more than love』『moumoon』『EVERGREEN』
- Noa Noa『アジサイ』『sunshine holiday』
- chari chari『BLACK SHRINE』
- orange pekoe『Song Bird』
- CATIA『Saudade de Paris』『La Vie en Rose』『Catia Canta Jobim』
- ゴンチチ『GONTITI recomends SLACK KEY GUITAR』
- TRF『We are all BLOOMIN』『TRF 15th Anniversary MEMORIES』
- エンニオ・モリコーネ『La casa della musica』『AU LOUVRE』
- 八千草薫『キリンのなみだ』
- ステファン・ポンポニャック『LIVING ON THE EDGE』（日本オリジナルデザイン）
- JOI CARDWELL『A BEAUTIFUL LIFE』
- JOYCE MORENO『Palavra e Som』
- BARBRA LICA『christmas present』
- コンピレーション　『IDEE life シリーズ』『CHILD FOOD』『Cafe Apres-midi rendez-vous Pygmalion』『MUSeUM シリーズ』

### CDジャケット（海外）
- madita『madita』『too』『pacemaker』『MADITA』
- dZihan Kamien『music matters』『11th box set』『Lost and Found』
- Felix Bandit『Felix Bandit』
- hans im gluck『hans im gluck』
- EDGAR TONES『EDGAR TONES』『CHEEKY CHICK』
- JOYCE MORENO『Palavra e Som』

### ミュージックビデオ
- LITTLE CREATURES『INNER CITY LIFE』（クレイアニメで制作された）監督＆制作
- ザ・クロマニヨンズ『タリホー』監督、『クロマニヨンズ出現編!!』（シングル『タリホー』付属DVD）監督、『ザ・クロマニヨンズ ツアー MOUNTAIN BANANA2023』（付属DVD）撮影と監督、『あいのロックンロール』監督

### CM
- ザ・クロマニヨンズ『タリホー』『ザ・クロマニヨンズ』『MONDO ROCCIA』『BIMBOROLL』『レインボーサンダー』『PUNCH』『ザ・クロマニヨンズ ツアー PUNCH 2019-2020』『MUD SHAKES』『SIX KICKS ROCK&ROLL』『MOUNTAIN BANANA』『ザ・クロマニヨンズ ツアー MOUNTAIN BANANA2023』『あいのロックンロール』

### ペインティング
- 『高橋ヨシオ』（目撃図）

### 舞台
- 『からっぽの湖』AGAPE store
- 『テーブルマナー』AGAPE store

### ロゴマーク
『HAPPY SONG RECORDS』『ザ・クロマニヨンズ』『NEW WORLD RECORDS』『渋谷すばる LIVE TOUR 2015』『パンドラ ザ・イエロー・モンキー PUNCH DRUNKARD TOUR THE MOVIE』『AMERICAN RAG CIE RECORD STORE』『KSR』『GRAN DEPOT』『Apt.』『DAISHI DANCE』『津田沼パルコ30周年』『COUCH STUDIOS』『TEE』『THE POP by JUN』『THE GOODS STAND』『ブギ連』『IMAJIN』など

### 書籍
- 『ROCK&ROLL RECORDER』真島昌利著
- 『レコード・コレクターズ』表紙　2010年5月号〜2023年12月号
- 『創刊50周年記念復刻 ニューミュージック・マガジン Part 1&2』表紙
- 『レコード・コレクター紳士録 2』
- 『プロテスト・ソング・クロニクル』
- 『ザ・ローリング・ストーンズ　ライナー・ノーツ』
- 『レコスケくん 20th Anniversary Edition』
- 『定本　ジミ・ヘンドリックス』
- dictionary deluxe『AD dictionary 100』

### ファッション
- ROPE mademoiselle『Bistro mademoiselle』（2014A/W）『Fete de musique』『Fete de mademoiselle』（2015A/W）
- JUN『THE POP by JUN』『THE GOODS STAND』『IMAJIN』
- TOKYO HIPSTERS CLUB　オリジナルジーンズ　『Nine Hoses』
- AMERICAN RAG CIE　広告
- EDIFICE『RIO SPORT T-SHIRT』

### 個展
- トークショー『わたくしごと。』（Apple Store銀座）
- 『ザ・クロマニヨンズ TOUR ガンボ インフェルノ 2014-2015　特別展示　菅谷晋一の原画展』
- 『SHINICHI SUGAYA SOLO EXHIBITION』2023.01.20-29 at KOMIYAMA TOKYO G
- 『SHINICHI SUGAYA SOLO EXHIBITION Vol.2』[1]2024.01.19-28 at KOMIYAMA TOKYO G

### ドキュメンタリー映画
- エポックのアトリエ 菅谷晋一がつくるレコードジャケット

### YouTube
- ザ・クロマニヨンズ×菅谷晋一　デザインクリエイティブ ビハインドザシーン